# Kaiji: Jinsei Gyakuten Game
Kaiji: Jinsei Gyakuten Game (jap. カイジ 人生逆転ゲーム, Kaiji: Jinsei gyakuten gēmu, dt. „Kaiji: Lebenswendendes Spiel“) ist eine Realverfilmung des ersten Teils des Mangas Tobaku Mokushiroku Kaiji von Nobuyuki Fukumoto unter der Regie von Tōya Satō. Die Titelmusik It’s all too much stammt von YUI.
Der Film wurde im Oktober 2009 in Japan uraufgeführt, von der Tōhō vertrieben, und spielte bis Januar 2010 2,25 Milliarden Yen (18 Mio. €) ein.

## Handlung
Der ewige Verlierer und Tunichtgut Kaiji wird eines Tages von der schönen Endō heimgesucht, die gekommen ist, um eine Schuld bei ihm einzutreiben, für deren Summe er in längst vergessener Zeit gebürgt hatte. Nachdem es ihm unmöglich ist, diese Schuld zurückzuzahlen, die von ursprünglich 300.000 Yen aufgrund der Zinsen auf über 2 Millionen Yen angewachsen ist, überredet Endō ihn dazu in einer einzigen Spielnacht an Bord des Luxusschiffes „Espoir“ zu versuchen, das Geld zu gewinnen. Alle Teilnehmer, die hochverschuldet sind und auf dasselbe Wunder wie Kaiji hoffen, erfahren erst an Bord um welches Spiel es sich überhaupt handelt: einer abgewandelten Form von Stein-Schere-Papier, das mittels eines Kartenduells entschieden wird. Doch um mitspielen zu können, müssen die Teilnehmer sich zunächst wieder Geld zu horrenden Zinsen leihen. Andererseits können sie am Ende, falls sie gewinnen, das nach Abzug ihrer Schulden überzählige Geld behalten.
Nachdem er von einem der Teilnehmer ausgetrickst wurde, schafft es Kaiji fast in letzter Sekunde noch zu gewinnen, doch eine Unachtsamkeit seines Partners Ishida führt dazu, dass er in ein unterirdisches Arbeitslager verschleppt wird, wo er seine Schulden die nächsten 15 Jahre abarbeiten soll. Der einzige Weg heraus ist der „Weg des mutigen Mannes“, für den sich Kaiji sofort freiwillig meldet, wiederum ohne die Spielregeln im Vorfeld zu kennen. Die Teilnehmer sollen dieses Mal einfach einen Gutschein über 10 Millionen Yen im Zimmer 5014 des Starside Hotels gegen Bargeld eintauschen. Was sich einfach anhört hat nur einen Haken. Das Hotel ist noch nicht fertiggestellt und der einzige Zugang zu diesem Zimmer ist ein unter Strom gesetzter Stahlträger in luftiger Höhe, dessen Sturz man mit absoluter Sicherheit nicht überleben wird. Kaiji schafft es auch dieses Mal, doch wieder macht ihm seine soziale Ader einen Strich durch die Rechnung. Nachdem er einem der Teilnehmer versprochen hat, dessen Geld aus dem Gutschein seiner Tochter zu übergeben und Tonegawa sich weigert, diesen Gutschein zu akzeptieren, gewährt Hyōdō ihm ein weiteres Spiel: E-Card. Doch Tonegawa spielt nicht fair und Kaiji muss die mittlerweile degradierte Endō um Hilfe bitten. Mit ihrem Kapital und seiner Gerissenheit fordert er Tonegawa ein letztes Mal heraus.

## Besetzung
Der Film aus dem Jahr 2009, der auf dem Verkaufsschlager (über 11 Mio. verkaufte Exemplare) des Mangaka Nobuyuki Fukumoto beruht, wird im Ausland damit beworben, dass die beiden Hauptdarsteller aus den Death-Note-Realfilmen mitspielen. Während Light Yagami-Darsteller Tatsuya Fujiwara wieder in der Hauptrolle einen etwas weinerlichen Itō Kaiji spielt, handelt es sich bei L-Darsteller Ken’ichi Matsuyama hier um eine Nebenrolle. Yūki Amami war die jüngste Darstellerin einer Männerhauptrolle der Takarazuka Revue und war 2002 auch für die männliche Rolle des Hikaru Genji in Sennen no Koi: Hikaru Genji Monogatari für den Japanese Academy Award nominiert, so dass die Besetzung der Rolle des Geldhais Endō mit einer Frau zwar überraschend war, der Charakter aber passend dargestellt wurde.

## Fortsetzung
Mittlerweile wurde auch ein Sequel unter dem Namen Kaiji 2 angekündigt, der am 5. November 2011 erscheinen soll und zu dem Nobuyuki Fukumoto selbst am Drehbuch mitwirkt.